# Puriana
Puriana is een geslacht van kreeftachtigen uit de klasse van de Ostracoda (mosselkreeftjes).

## Soorten
- Puriana agatae (Szczechura, 1965) Scheremeta, 1966 †
- Puriana akparaia Omatsola, 1972
- Puriana antiqua Scheremeta, 1969 †
- Puriana bajaensis Cronin, 1987
- Puriana canaliculata Apostolescu, 1957 †
- Puriana carolinensis Hazel, 1983 †
- Puriana ciplyensis Marliere, 1958
- Puriana convoluta Teeter, 1975
- Puriana elongorugata (Howe in Howe & Law, 1936) Butler, 1963 †
- Puriana fissispinata Benson & Coleman, 1963
- Puriana floridana Puri, 1960
- Puriana formosa Bold, 1963 †
- Puriana gatunensis (Coryell & Fields, 1937) Bold, 1988 †
- Puriana horrida Benson & Kaesler, 1963
- Puriana interrasilis Bold, 1966 †
- Puriana interrupta (Bosquet, 1847) Scheremeta, 1966 †
- Puriana krishnai Annapurna & Rama Sarma, 1988
- Puriana krutaki Kontrovitz, 1976
- Puriana mandinguei Carbonnel, 1986 †
- Puriana matthewsi Teeter, 1975
- Puriana mediocostata Omatsola, 1972
- Puriana mesacostalis (Edwards, 1944) Morkhoven, 1963 †
- Puriana nanhaiensis Chen, 1981 †
- Puriana pacifica Benson, 1959
- Puriana paikensis Cronin, 1987
- Puriana pijpersi (Bold, 1946) Chukewiski & Purper, 1985 †
- Puriana plicatula (Reuss, 1850) Apostolescu, Deroo & Grekoff, 1958 †
- Puriana puella (Coryell & Fields, 1937) Puri, 1954 †
- Puriana purii Scheremeta, 1969 †
- Puriana pustulosa Bold, 1968 †
- Puriana rugipunctata (Ulrich & Bassler, 1904) Puri, 1953 †
- Puriana rugosa Omatsola, 1972
- Puriana scrupulosa Bold, 1968 †
- Puriana trituberculata Omatsola, 1972
- Puriana variabilis Chukewiski & Purper, 1985